# Велика Варниця
Велика Варниця (словен. Velika Varnica) — поселення в общині Видем, Подравський регіон‎, Словенія.